# Jean-Pierre Zaugg
 (décembre 2008).
Si vous disposez d'ouvrages ou d'articles de référence ou si vous connaissez des sites web de qualité traitant du thème abordé ici, merci de compléter l'article en donnant les références utiles à sa vérifiabilité et en les liant à la section « Notes et références ».
Pour les articles homonymes, voir Zaugg.
Jean-Pierre Zaugg, né le 7 avril 1928 à Neuchâtel en Suisse et mort d'un cancer le 26 juin 2012 dans la même ville,, est un artiste plasticien suisse.

## Biographie

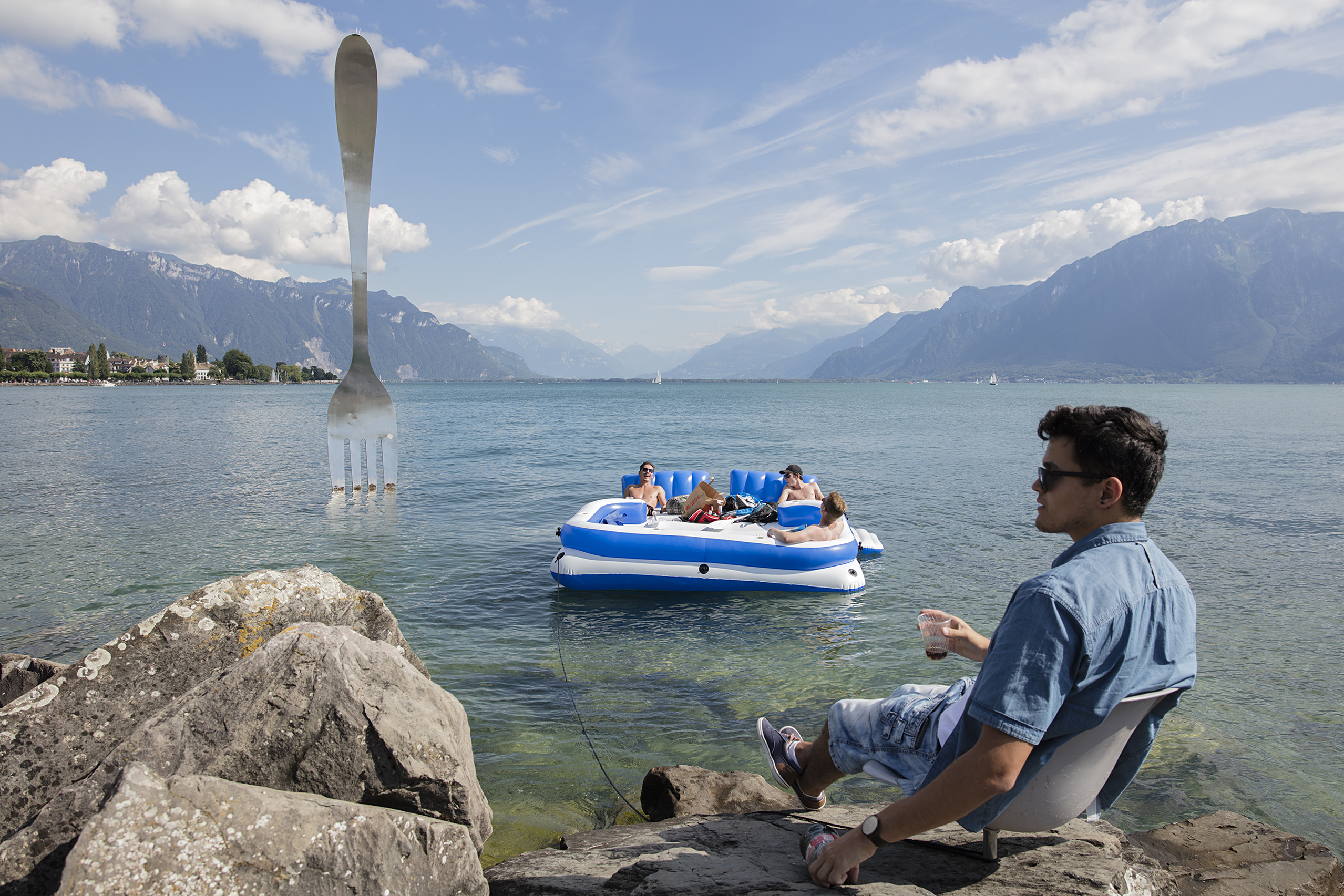
Œuvre principale La Fourchette - Héroïne du Léman à Vevey

Après une période pop dans les années 1965-1970, remise en question fondamentale, approche du bouddhisme, de la physique et de la théorie du tout. L'espace, le temps, la réalité, tout à repenser. Jean-Pierre Zaugg considère l'objet comme un événement et non une substance. Dès 1980, il décide de dessiner un caillou par jour, acte de discipline et d’humilité. En parallèle, il travaille l’effacement de l’image, et écrit des mots qui déclinent, suggèrent un sens caché, un événement…
Jean-Pierre Zaugg est l'auteur de la Fourchette - Héroïne du Léman, plantée dans le Léman à Vevey en 1995 au niveau de l'Alimentarium (musée de l'Alimentation).